# Anna Bonalume
Anna Bonalume (...) è una giornalista e filosofa italiana naturalizzata francese.

## Biografia
Anna Bonalume si è laureata in Filosofia Teoretica all'Università degli Studi di Milano. Ha ottenuto un diploma franco-tedesco di laurea magistrale in “Filosofia francese e tedesca nello spazio europeo” frequentando corsi di filosofia in francese e tedesco presso l'Université Toulouse Jean-Jaurès (Francia), la Federal University of São Carlos (Brasile) e la Bergische Universität Wuppertal (Germania).
Ha conseguito il dottorato in filosofia presso l'École Normale Supérieure di Parigi con una tesi dal titolo Effetto, interpretazione, credenza, comunità: aspetti pragmatisti della filosofia di Nietzsche alla luce di Peirce  .
Segue il corso di art direction del fotografo italiano Oliviero Toscani organizzata dal Vitra Design Museum e dal Centro Georges Pompidou. Ha frequentato il laboratorio di sceneggiatura cinematografica di Robert McKee a Londra e il laboratorio di giornalismo culturale condotto da Christian Raimo a Ferrara.

### Carriera
Anna Bonalume ha fatto le sue prime esperienze nel mondo dei media a Mediaset e Cattleya come format analyst, analizzando e valutando format televisivi internazionali in lingua originale. Ha poi collaborato con France 24 alla redazione del programma Intelligence économique.
Dal 2013 lavora come produttrice a Parigi per Rai 3. Successivamente entra a far parte della redazione di Ballarò, programma di economia e politica in onda su Rai3 diretto da Massimo Giannini, direttore del quotidiano La Stampa, e di Parallelo Italia, talk show itinerante diretto dal giornalista Gianni Riotta. Ha poi lavorato a Parigi come assistente TV&Media per l'Organizzazione delle Nazioni Unite durante la XXI Conferenza delle Parti dell'UNFCCC, poi come addetta stampa e comunicazione presso la Rappresentanza in Francia della Commissione europea.
Per il teatro ha lavorato come assistente alla regia con il regista Fabio Sonzogni per la realizzazione degli spettacoli Orgia di Pier Paolo Pasolini e Sunset Limited di Cormac McCarthy, prodotti dal Teatro Sala Fontana e dal Teatro Out Off di Milano.
È docente di filosofia all'Università Paris XII e nel 2019 ha tenuto un corso su "cinema e impero" presso la High School of Economics di San Pietroburgo (Russia)  . Dal 2017 collabora con il Columbia Global Center Paris  per l'organizzazione e moderazione di dibattiti con ricercatori, giornalisti, artisti. Nel 2017 ha organizzato le giornate di studio "L'Europa di fronte al populismo" al Columbia Global Center Paris con la partecipazione, tra gli altri, del giornalista John Judis, dei filosofi Florent Jakob e Cynthia Fleury, del regista Lucas Belvaux e dell'attivista Vasyl Cherepanyn  .
Ha organizzato e animato diversi convegni filosofici. Nel 2012 ha organizzato il seminario "In dialogo con Nietzsche" presso l'Ecole Normale Supérieure di Parigi e presentato la conferenza "Il problema del metodo genealogico : Nietzsche e Foucault" . Nel 2018 ha tenuto una conferenza su "Nietzsche alla luce di Peirce: per un'epistemologia pragmatica nell'ambito di una giornata di studio organizzata da Isabelle Alfandary e Marc Goldschmit al Columbia Global Center Paris  . Dal 2022 collabora con Alliance Program (Columbia University) e Sciences Po Parigi per l'organizzazione di dibattiti su tematiche politiche.
Dal 2018 lavora come giornalista per diverse testate e riviste internazionali come Le Point , Les Echos , The Guardian  , L'Espresso  . Ha collaborato con Le Monde, Rolling Stone, France Info, RTS Info, la rivista Esprit, LA7, La Stampa, RepubblicaTV, CorriereTV . Ha coperto l'attualità francese per Rai News 24.
Nel 2022 pubblica con Fayard il racconto politico Un mois avec un populiste , in cui descrive l'esperienza di un mese trascorso al fianco del leader populista Matteo Salvini in Italia  . Collabora con fondazioni e think-tank internazionali per la redazione di report politici come la Fondapol, la Fondazione Heinrich Böll, la Fondazione Schuman e l'Institut Montaigne .
Dal 2022 partecipa regolarmente alla trasmissione d'attualità "28 Minutes" in onda su ARTE , ai programmi di France Culture Le Rendez-vous de la presse étrangère, La Grande Table, Cultures Monde, Le magazine du week-end  e a Otto e mezzo (programma televisivo) su LA7

È membro del Circolo di Studi Nietzscheani fondato da Ondine Arnould e David Simonin.
Parla correntemente francese, tedesco, inglese e italiano.

## Pubblicazioni

### Libri
- Un mese con un populista (Un mois avec un populiste, 2022), Saggi, Roma, tabedizioni, 2023, ISBN 978-88-9295-810-4.
- Italie 2022: populismes et droitisation, Fondapol, 2022.
- L'Empire. Centre et périphéries, L'Harmattan, 2022. (avec Lydia Kamenoff, Hortense de Villaine, Vera Ageeva, Eva Voldrichová Beránková, Olga Bronnikova, Petr Kylousek, Vladimir Milisavljevic, Oksana Morgunova, Alisa Pankratova, Pierre-Guillaume Paris). ISBN 978-2-343-24788-5

### Traduzioni
- La democrazia in pandemia, Barbara Stiegler, Carbonio Editore, 2021.
- Lettere a Nour, Rachid Benzine, Luca Sossella Editore, 2018.